# Martin Delany
Martin Robinson Delany (Charles Town, Virginia Occidental, 6 de mayo de 1812 - Wilberforce, Ohio, 24 de enero de 1885) fue un médico y editor abolicionista estadounidense, primer afroamericano en llegar a oficial del ejército de los Estados Unidos (Ejército de la Unión) durante la guerra de secesión.

## Biografía
Nació en Charles Town, entonces aún parte de Virginia. Su padre, Samuel, era esclavo; su madre, Pati, tenía orígenes nobles africanos, y cuando quisieron llevárselo de esclavo, su madre lo llevó con sus dos hermanos a la corte de Winchester arguyendo la libertad de su familia.
En su infancia, él y sus hermanos aprendieron a leer con el "The New York Primer and Spelling Book", que les regaló un vendedor ambulante. En Virginia, era ilegal enseñar a leer y escribir a los negros. Cuando Pati descubrió el libro, se llevó a sus hijos a Chambersburg, Pensilvania, para asegurarse que siguieran siendo libres. Debieron abandonar al padre, que se reunió con ellos un año después tras comprar su libertad. Allá Martin, continuó aprendiendo y trabajando. En 1831, con 19 años, se instaló en Pittsburgh donde se hizo barbero. Tenía la intención de visitar África, que consideraba su casa espiritual. En 1843 se casó con Catherine A. Richards con quien tuvo once hijos, de los que siete llegaron a adultos.
En Pittsburgh fue estudiante del reverendo Lewis Woodson, de la Iglesia Episcopal Metodista Africana y luego fue al Jefferson College, donde aprendió literatura y lenguas clásicas. En 1832, durante la epidemia de cólera, Delany se hizo aprendiz  del Dr. Andrew N. McDowell. Continuó estudiando medicina bajo la tutela del doctor McDowell, el Dr. F. Julius LeMoyne o el Dr. Joseph P. Gazzam. Más tarde, tras echar solicitudes en varias universidades, estudió medicina en Harvard, de donde lo expulsaron juntos a otros dos estudiantes por ser negros. 
Delany empezó a publicar sus textos en revistas como el diario negro The Mystery y se involucró en temas políticos, y llevó su primera Conferencia Negra en 1835, inspirado por a crear un "Israel Negro" em África Oriental. También se involucró  en la Liga de la Temperanza (antialcohol) y en organizaciones que ayudaban a esclavos fugitivos.
En 1859 viajó a Liberia, donde firmó un acuerdo con ocho jefes de la región Abeokuta, que permitían colonizar una tierra no utilizada, y otro sobre derechos de uso de la tierra, estos acuerdos se licuaron por una guerra local y la guerra de secesión. En 1860 dejó Liberia por Inglaterra, donde lo honraron en el Congreso Internacional Estadístico
En 1863 reclutó a hombres negros para el ejército del Norte y se entrevistó con Abraham Lincoln en 1865 para proponerle un cuerpo de hombres negros liderados por oficiales negros. Pocas semanas después, el propio Delany fue nombrado Mayor, convirtiéndose en el primer hombre negro en ocupar el cargo. 
Tras la guerra, Delany continuó en política, por ejemplo ayudando a algodoneros o apoyando al candidato demócrata Wade Hampton.
En 1880 dejó la política y ejerció un tiempo de médico en Charleston. Falleció de tuberculosis a los 72 años.